# Godijelji
Godijelji este un sat din comuna Šavnik, Muntenegru. Conform datelor de la recensământul din 2003, localitatea are 79 de locuitori (la recensământul din 1991 erau 97 de locuitori).

## Demografie
În satul Godijelji locuiesc 59 de persoane adulte, iar vârsta medie a populației este de 37,3 de ani (31,0 la bărbați și 43,1 la femei). În localitate sunt 21 de gospodării, iar numărul mediu de membri în gospodărie este de 3,76.
Populația localității este foarte eterogenă.
|  |

| Demografie | Demografie | Demografie |
| An         | Locuitori  | Locuitori  |
| ---------- | ---------- | ---------- |
|            |            |            |
|            |            |            |
|            |            |            |
|            |            |            |
| 1948       | 160        |            |
| 1953       | 186        |            |
| 1961       | 177        |            |
| 1971       | 184        |            |
| 1981       | 140        |            |
| 1991       | 97         | 97         |
| 2003       | 79         | 79         |

| \| Componența etnică conform recensământului din 2003[2] \| Componența etnică conform recensământului din 2003[2] \| Componența etnică conform recensământului din 2003[2] \| Componența etnică conform recensământului din 2003[2] \| Componența etnică conform recensământului din 2003[2] \| \| ----------------------------------------------------- \| ----------------------------------------------------- \| ----------------------------------------------------- \| ----------------------------------------------------- \| ----------------------------------------------------- \| \| \| \| \| \| \| \| Muntenegreni \| Muntenegreni \| \| 43 \| 54,43% \| \| Sârbi \| Sârbi \| \| 25 \| 31,64% \| \| necunoscută \| necunoscută \| \| 0 \| 0% \| |              |  |    |        |
| Componența etnică conform recensământului din 2003 |              |  |    |        |
| |              |  |    |        |
| Muntenegreni | Muntenegreni |  | 43 | 54,43% |
| Sârbi | Sârbi        |  | 25 | 31,64% |
| necunoscută | necunoscută  |  | 0  | 0%     |